# Kalawao megye
Kalawao megye az Amerikai Egyesült Államokban, azon belül Hawaii államban található. Megyeszékhelye nincs, legnagyobb városa Kalaupapa. Lakosainak száma 82 fő (2020. április 1.). Kalawao megye Maui megyével határos.

## Népesség
A megye népességének változása:
| Lakosok száma | 90   | 90   | 90   | 90   | 89   | 82   |
|               | 2010 | 2011 | 2012 | 2013 | 2015 | 2020 |